# Jamison Battle

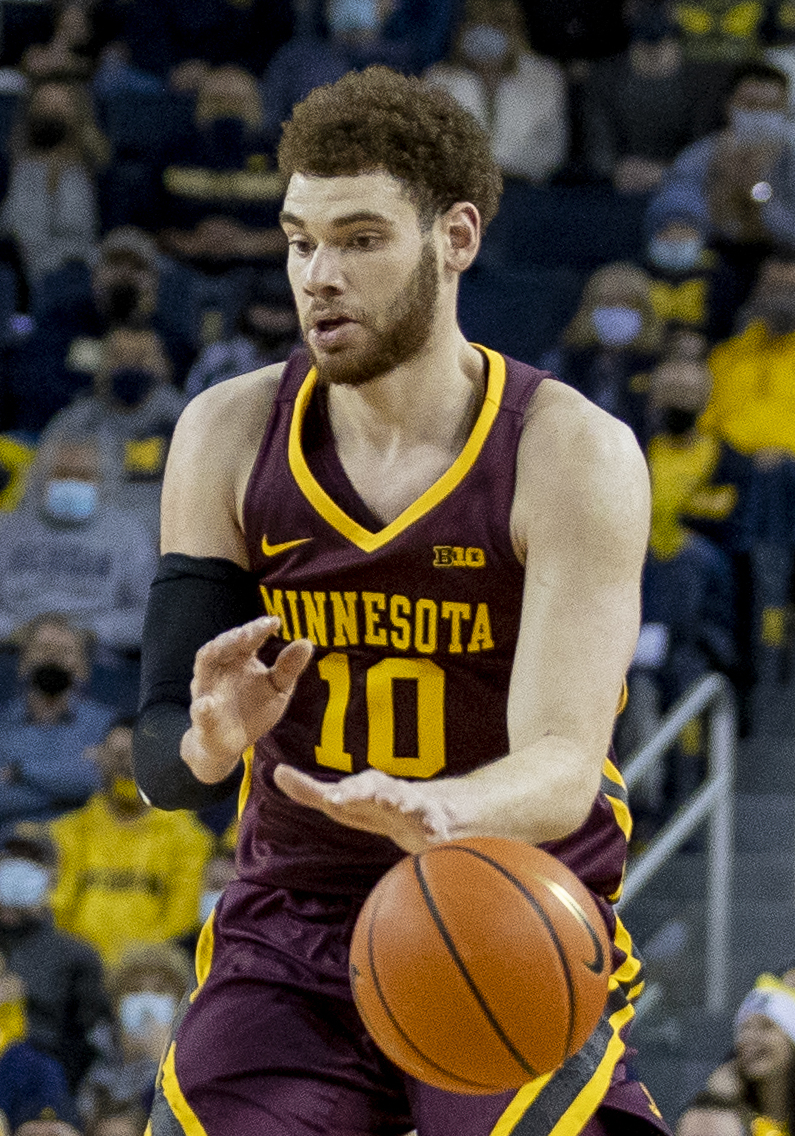
Jamison Battle, 2021.

Jamison P. Battle, född 10 maj 2001 i Robbinsdale i Minnesota, är en amerikansk professionell basketspelare (SF) som spelar för Toronto Raptors i National Basketball Association (NBA).
Han blev aldrig NBA-draftad.
Innan Battle blev proffs studerade han först på George Washington University och spelade för deras idrottsförening George Washington Revolutionaries. Tyson blev senare överförd till University of Minnesota för spel i Minnesota Golden Gophers. Han bytte återigen och den gången till Ohio State University och att spela för deras Ohio State Buckeyes.